# Fertigation

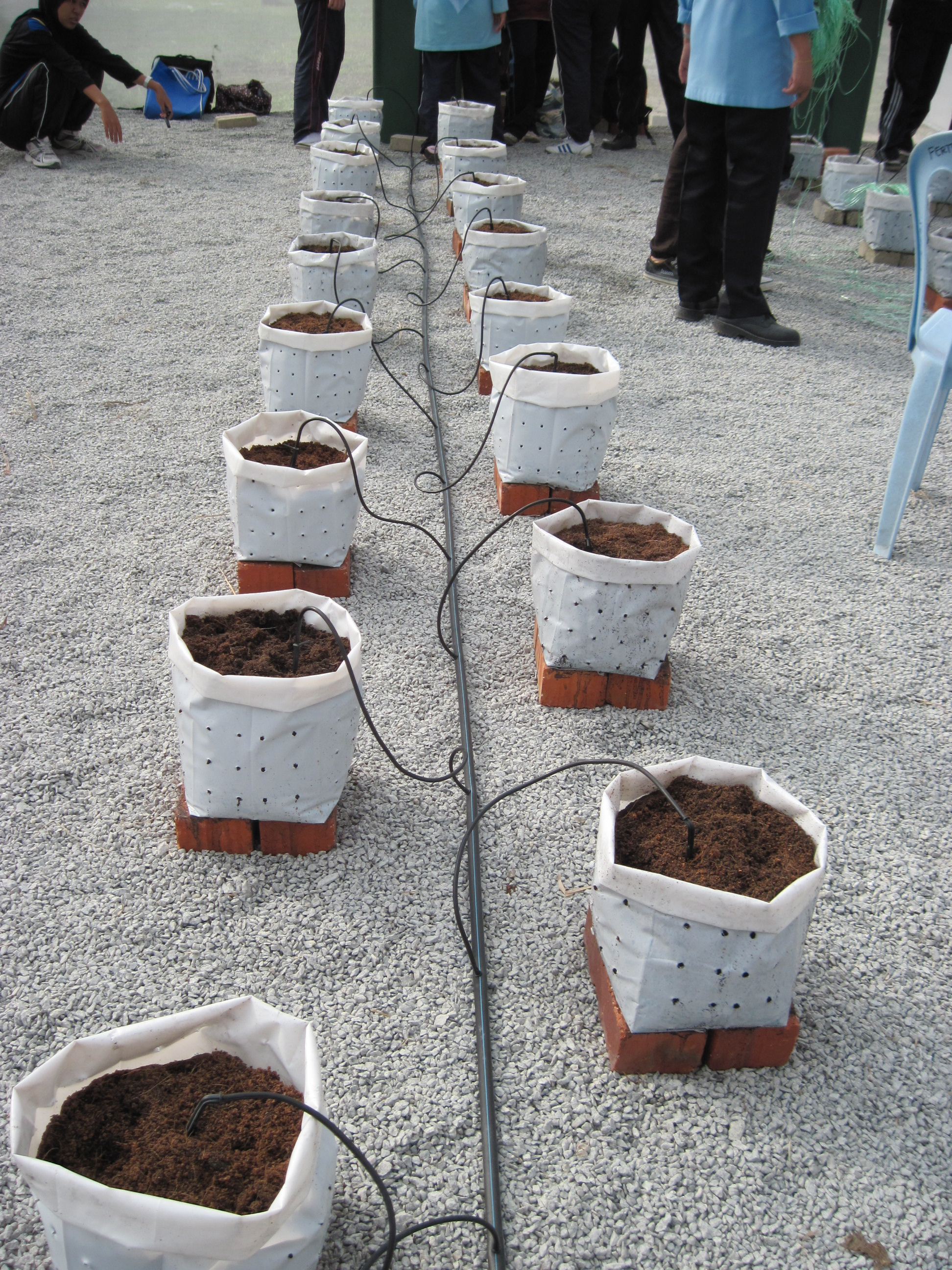
Fertigation einer Kultur in Kunststoffbeuteln

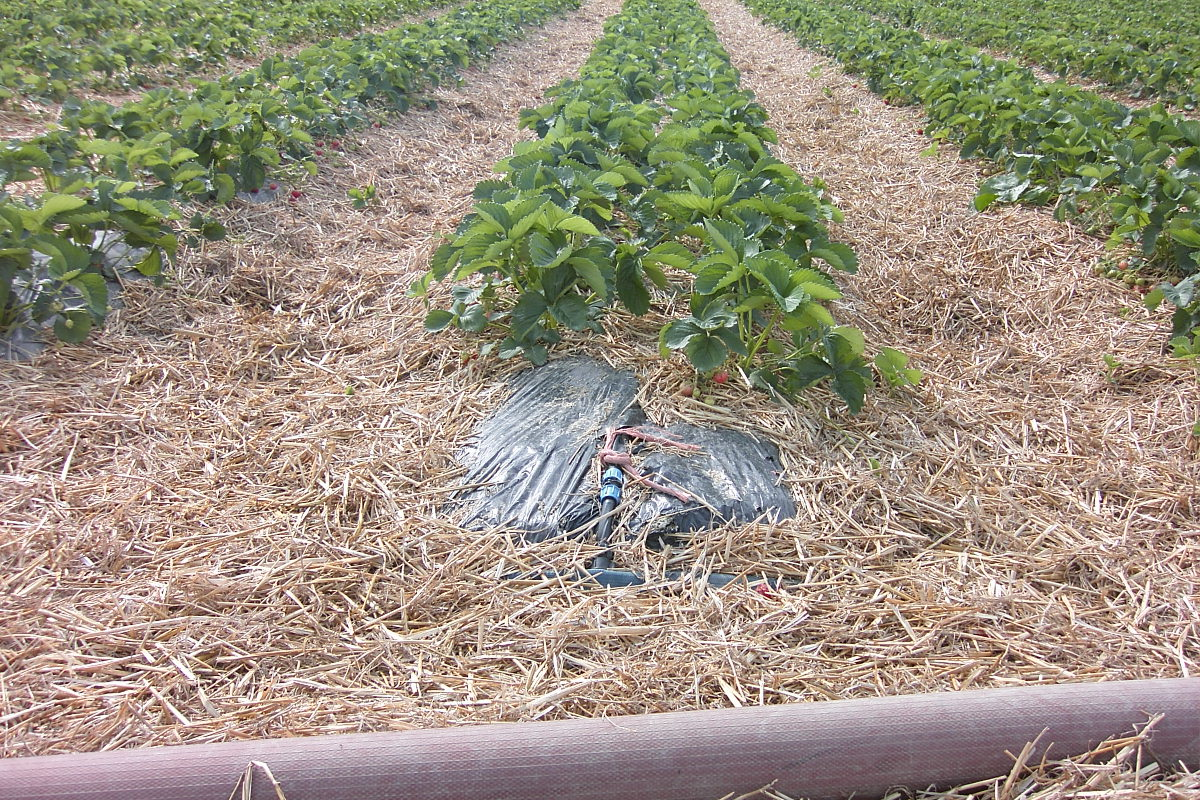
Bewässerungsschlauch eines Erdbeerfeldes

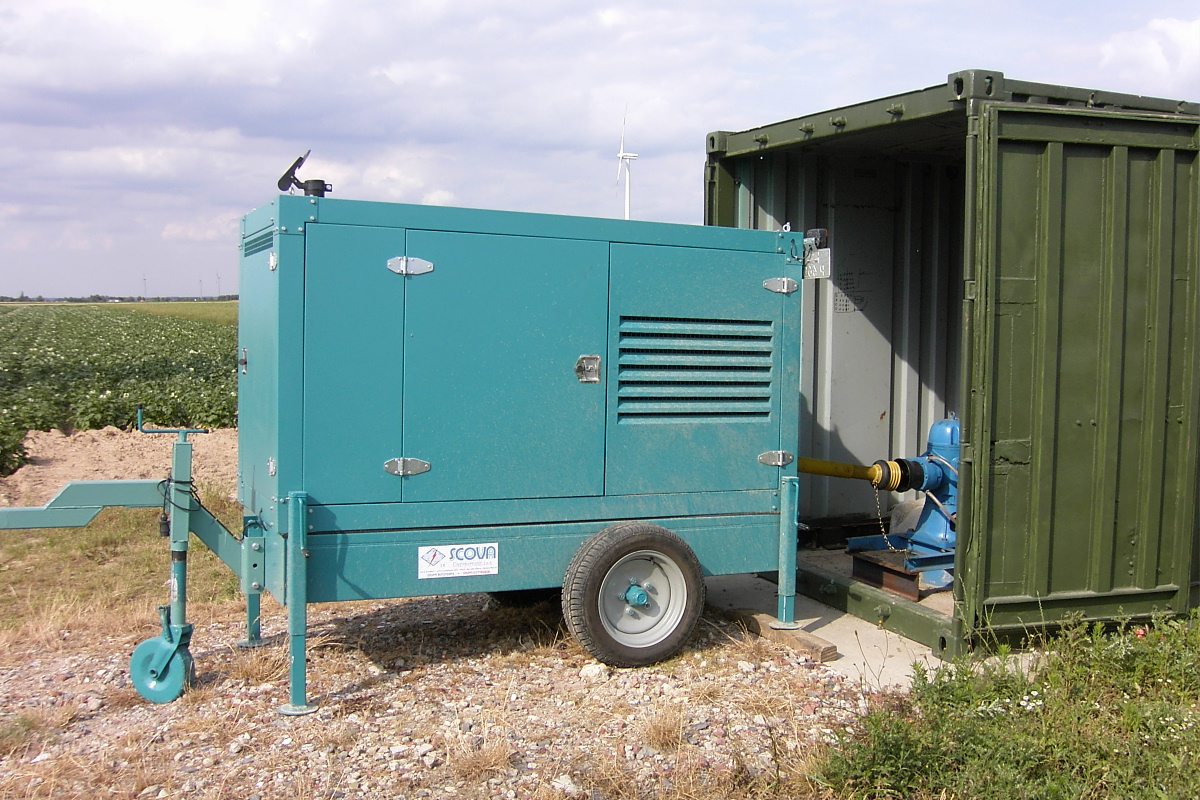
Bewässerungspumpe, im Container eine Anlage zum Beimischen von Dünger

Fertigation bezeichnet das Ausbringen von flüssigen oder wasserlöslichen Düngern durch ein Bewässerungssystem. 
Es ist ein Kunstwort aus den englischen Wörtern fertilization (Düngung) und irrigation (Bewässerung).
Für den Landwirte bringt die Düngung mittels Fertigation den Vorteil, dass Nährstoffe witterungsunabhängig und punktgenau auf das Vegetationsstadium abgestimmt ausgebracht werden können. So können ein erheblich besseres Wachstum und somit höhere Erträge erzielt werden.
Fertigiert wird in der Regel über ein Tröpfchenbewässerungssystem oder über Minisprinkler (Spaghettisystem). Das Bewässerungssystem muss regelmäßig gereinigt werden, da der Dünger im Gießwasser zu Ablagerungen führt. 
Im Wesentlichen gibt es zwei Arten der Fertigation: 
Bei der ersten Art, die vor allem im Freilandanbau von Obst- und Gemüse zum Einsatz kommt, wird die Düngemenge, die für die Pflanzen während einer Wachstumsphase gedacht ist, durch die Anzahl der geplanten Gaben geteilt und dann wöchentlich oder halbwöchentlich ausgebracht. Das Bewässerungssystem muss vor der Düngeeinspeisung vollkommen mit Wasser gefüllt sein um eine gleichmäßige Verteilung der Düngelösung in der Anlage zu gewährleisten. Nach der Düngegabe muss intensiv nachgespült werden. Diese Fertigationstechnik kommt ohne teure Mess- und Regeltechnik aus und ist einfach durchzuführen. 
Die zweite Art der Fertigation kommt in der Regel im Substratanbau (Obst, Gemüse, Zierpflanzen) zum Einsatz. Im Substratanbau muss aufgrund der geringen Substratmengen (oder weil Hydroponik betrieben wird) mehrmals täglich bewässert werden. Dabei wird ständig eine, auf die Kultur und das Vegetationsstadium abgestimmte Düngestammlösung (siehe dazu Hydrokulturdünger), dem Gießwasser beigemengt. Die Menge oder Konzentration des zugegebenen Düngers wird mittels EC-Wert bestimmt. Der Messung der Gießwasser-Parameter kommt bei dieser Fertigationsart große Bedeutung zu, so muss der EC-Wert optimal passen, um eine Über- oder Unterversorgung bzw. eine Versalzung des Substrates zu verhindern. Außerdem muss die Gießwassermenge auf die Tageswitterung und die Morphologie der Pflanzen abgestimmt werden (zur Blüte oder Fruchtreifung sind andere Konzentrationen besser als während des Sprosswachstums). 